# ترانه‌شناسی جاستین بیبر
ترانه‌شناسی جاستین بیبر، خوانندهٔ کانادایی شامل ۶ آلبوم استودیویی، ۵ آلبوم چندآهنگه، ۳ آلبوم گردآوری‌شده، ۳ آلبوم ریمیکس و ۷۵ تک‌آهنگ (شامل ۱۶ تک‌آهنگ مشترک با خواندگان دیگر) است.

## آلبوم‌ها

### آلبوم‌های استودیویی
- دنیای من ۲٫۰ (۲۰۱۰)
- زیر دارواش (۲۰۱۱)
- باور (۲۰۱۲)
- هدف (۲۰۱۵)
- تغییرها (۲۰۲۰)
- عدالت (۲۰۲۱)

### آلبوم‌های چندآهنگه
- دنیای من (۲۰۰۹)
- R&Bieber (۲۰۲۰)
- Work From Home (۲۰۲۰)
- Biebs And Chill (۲۰۲۰)
- Couple Goals (۲۰۲۰)

### آلبوم‌های گردآوری‌شده
- دنیاهای من: کلکسیون (۲۰۱۱)
- نشریات (۲۰۱۳)
- بهترین‌ها (۲۰۱۹)

### آلبوم‌های ریمیکس
- دنیاهای من آکوستیک (۲۰۱۰)
- هرگز نگو هرگز - ریمیکس‌ها (۲۰۱۱)
- باور آکوستیک (۲۰۱۳)

## تک‌آهنگ‌ها
| سال  | نام                                                          | کارگردان                                                   |
| ---- | ------------------------------------------------------------ | ---------------------------------------------------------- |
| ۲۰۰۹ | «یک‌بار»                                                      | واشتی کولا                                                 |
| ۲۰۰۹ | «یک دختر تنها»                                               | رومن وایت                                                  |
| ۲۰۱۰ | «عزیرم»                                                      | رِی کِی                                                      |
| ۲۰۱۰ | «هرگز نمی‌زارم بری»                                           | کالین تلی                                                  |
| ۲۰۱۰ | «ما دنیاییم ۲۵ برای هایتی»                                   | پل هاگیز                                                   |
| ۲۰۱۰ | «اینی مینی»                                                  | رِی کِی                                                      |
| ۲۰۱۰ | «کسی برای دوست داشتن» (ریمیکس)                               | دِیو مِیِر                                                    |
| ۲۰۱۰ | «هرگز نگو هرگز»                                              | هانی                                                       |
| ۲۰۱۰ | «مرا دوست‌بدار»                                               | آلفردو فلورس                                               |
| ۲۰۱۰ | «لبخند بزن»                                                  | کالین تلی                                                  |
| ۲۰۱۰ | «هرگز نگو هرگز» (آکوستیک)                                    | جان چو                                                     |
| ۲۰۱۰ | «دعـا»                                                       | اسکوتر براون، آلفردو فلورس                                 |
| ۲۰۱۱ | «اون باید من باشم» (به همراه راکال فلتز)                     | مارک کالب‌فیلد                                              |
| ۲۰۱۱ | «در کنار تو» (به همراه کریس براون)                           | کالین تلی                                                  |
| ۲۰۱۱ | «دارواش»                                                     | رومن وایت                                                  |
| ۲۰۱۱ | «بابا نوئل به شهر می‌آید»                                     |                                                            |
| ۲۰۱۱ | تمام چیزی که برای کریسمس می‌خوام تو هستی (به همراه ماریا کری) | سانا هامری                                                 |
| ۲۰۱۱ | فا لا لا (به همراه بویز تو من)                               | کالین تلی                                                  |
| ۲۰۱۲ | «دوست‌پسر»                                                    | نماهنگ اول: کالین تیلی (منتشر نشده) نماهنگ دوم: Director X |
| ۲۰۱۵ | منظورت چیه؟                                                  | برد فورمن                                                  |
| ۲۰۱۵ | متأسف                                                        | پاریس گوبل                                                 |
| ۲۰۱۵ | بهت نشون میدم                                                | راری کریمر                                                 |
| ۲۰۱۵ | خودتو دوست داشته باش                                         | پاریس گوبل                                                 |
| ۲۰۲۰ | لذیذ                                                         | بردیا زینعلی                                               |
| ۲۰۲۱ | صبر کن                                                       | کالین تلی                                                  |

## دی‌وی‌دی‌ها
| سال  | جزئیات دی‌وی‌دی                                             | رتبه   | رتبه   |
| سال  | جزئیات دی‌وی‌دی                                             | آی‌آرئی | ان‌زدال |
| ---- | --------------------------------------------------------- | ------ | ------ |
| ۲۰۱۱ | این دنیای من است - انتشار: ۳ ژانویه ۲۰۱۱ - برچسب: مترودوم | ۱۰     | —      |
| ۲۰۱۱ | استعداد نوجوان - انتشار: ۷ مارس ۲۰۱۱ - برچسب: آی‌ام‌سی ورژن | —      | ۱      |